# Фінікійське торговельне судно
Фінікійське торговельне судно — тип судна, що використовувався фінікійцями близько 1500 року до н. е.
Одними з найкращих мореплавців і суднобудівників за 1500—1000 років до нашої ери з повним правом можна вважати фінікійців. Їх же прийнято вважати першими торговими мореплавцями. Їхні керманичі зробили великий внесок у морську науку, ввівши розподіл виднокруга на 360°. Крім цього, саме фінікійці склали для моряків надійні небесні орієнтири.

## Конструкція
Фінікійське торговельне судно було досить містким, мало потужні штевні (штевень — міцний брус у носовій і кормовій частинах корабля) і два кормових весла. Уздовж бортів кріпилися ґрати з прутів для огородження палубного вантажу. Щогла несла пряме вітрило на двох вигнутих реях, по типу єгипетських. До носового штевня кріпилася велика амфора з випаленої глини для зберігання питної води.
Фінікійські торговельні судна почали будувати не пізніше другого тисячоліття до н. е. У ту епоху кораблі Криту, Мікен і Єгипту залишалися ще господарями Середземного моря. Але їх панування вже котилося до занепаду: фінікійський флот наполегливо виходив на перше місце. На фресках одній з єгипетських гробниць в 1500 р. до н. е.. зображено фінікійське торговельне судно, дуже схоже на єгипетські торгові судна тієї епохи. Кіля ще немає, шпангоутів теж, тим не менш, це було морехідне судно. Посеред його височіє щогла, що несе прямокутне вітрило, закріплене на верхній і нижній реях. Не можна зрозуміти, чи були на судні стягувальні канати. Фінікійські кораблі будували з кедра, ці дошки були довші єгипетських і міцніше. Ніс прикрашений різьбленою дерев'яною кінською головою, корма — різьбленим риб'ячим хвостом. Судно невелике: в ті часи плавали тільки в денний час, а на ніч витягали судна на берег. Фінікійське торговельне судно, що датується 1250 р. до н. е., було розкопане в 1959 р. біля мису Гелідоні (затока Анталія на узбережжі Туреччини). Воно має в довжину 10 метрів. Залишки його зберігаються зараз в археологічному музеї Бодрум у Туреччині.
Морська експансія фінікійців почалася в XII столітті до н. е.. Фінікійці вперше в історії мореплавання стали оснащувати свої кораблі шпангоутами і кілем. Вони будували три типи суден: маленькі каботажні, більші торгові — для тривалих плавань і, починаючи з IX ст.до н. е., — військові. Розміри торгових суден поступово зростали, а форма їх ставала все більш обтічною. Їх довжина сягала 30 метрів, ширина — до 10 метрів, а осадка становила 2 метри. Гребних ходових весел вже не було, весла застосовувалися виключно для маневрування в портах і в гирлах річок, а також у безвітряну погоду. Судна, що перевозили цінні вантажі, були обладнані палубою з леєрною огорожею.
В одному саркофазі в Сидоні знайдено рельєфне зображення судна з двома прямокутними вітрилами — одне на грот-щоглі з марсом нагорі, друге — на похилому фоці. Друге вітрило менше від першого. Таке друге вітрило ставили також римляни, виявивши, що воно підвищує маневреність судна і дозволяє йти вперед при бічному вітрі.